# Адехе
Адехе (на испански: Adeje) е испански град и община в южната част на остров Тенерифе, Канарски острови. В границите на общината влизат едни от най-големите курорти на архипелага – Коста Адехе и част от Плая де Лас Америкас. Има население от 46 894 души (2012), голяма част от които заети в туристическия сектор.